# Kettenbrücke in Stádlec
Die Kettenbrücke in Stádlec ist die letzte erhaltene Kettenbrücke Tschechiens. Ursprünglich wurde sie in den Jahren 1847–1848 als Übergang über die Moldau bei Podolsko errichtet, 1960–1975 abgebaut und bei der Gemeinde Stádlec (deutsch Stachletz) über den Fluss Lužnice (Lainsitz) wiederaufgebaut. 1989 wurde die Brücke zum Nationalen Kulturdenkmal erklärt.

## Geschichte
Die Brücke wurde bei Podolsko (Podolsk) in den Jahren 1847–1848 vom Budweiser Bauunternehmer Karl Adalbert Lanna nach Plänen des Ingenieurs Friedrich Schnirch errichtet. Sie überspannte die Moldau auf der wichtigen südböhmischen Straßenverbindung von Tábor nach Písek.
In den 1930er-Jahren genügte die Kettenbrücke den Ansprüchen des gewachsenen Verkehrs nicht mehr, deshalb wurde über ihr eine höher aufragende Beton-Bogenbrücke gebaut.
Mit dem Bau der Orlík-Talsperre um 1960 wäre die Brücke im Staubereich überflutet worden. Um das technische Denkmal zu bewahren, wurde die Brücke sorgsam abgebaut und dokumentiert. Mehrere Standorte für einen Wiederaufbau standen zur Auswahl, die Entscheidung fiel auf den Fluss Lužnice (Lainsitz) etwa 1,5 Kilometer südöstlich der Gemeinde Stádlec (Stachletz) im Bezirk Tábor, wo sie am 25. Mai 1975 wiedereröffnet wurde.
Als letzte erhaltene Kettenbrücke Tschechiens wurde sie 1989 als Nationales Kulturdenkmal ausgewiesen.

## Konstruktion
Die Elemente der tragenden Ketten bestehen aus Flacheisengliedern (Augenstäben). Jeweils zwei Ketten sind auf beiden Seiten übereinander angeordnet, über Laschen und vertikale Stäbe hängen an ihnen die Eichenbalken, auf die die hölzerne Fahrbahn aufgelegt ist. Die Ketten sind mit einer Spannweite von 86 m über zwei als Portale im Empire-Stil (Höhe 13 m) ausgeführte Pylone geführt und an den Ufern in früher gemauerten, seit der Wiedererrichtung betonierten Widerlagern vergossen. Unter der Fahrbahn dient eine kleine bewegliche Brücke für kleinere Reparaturen.

## Galerie

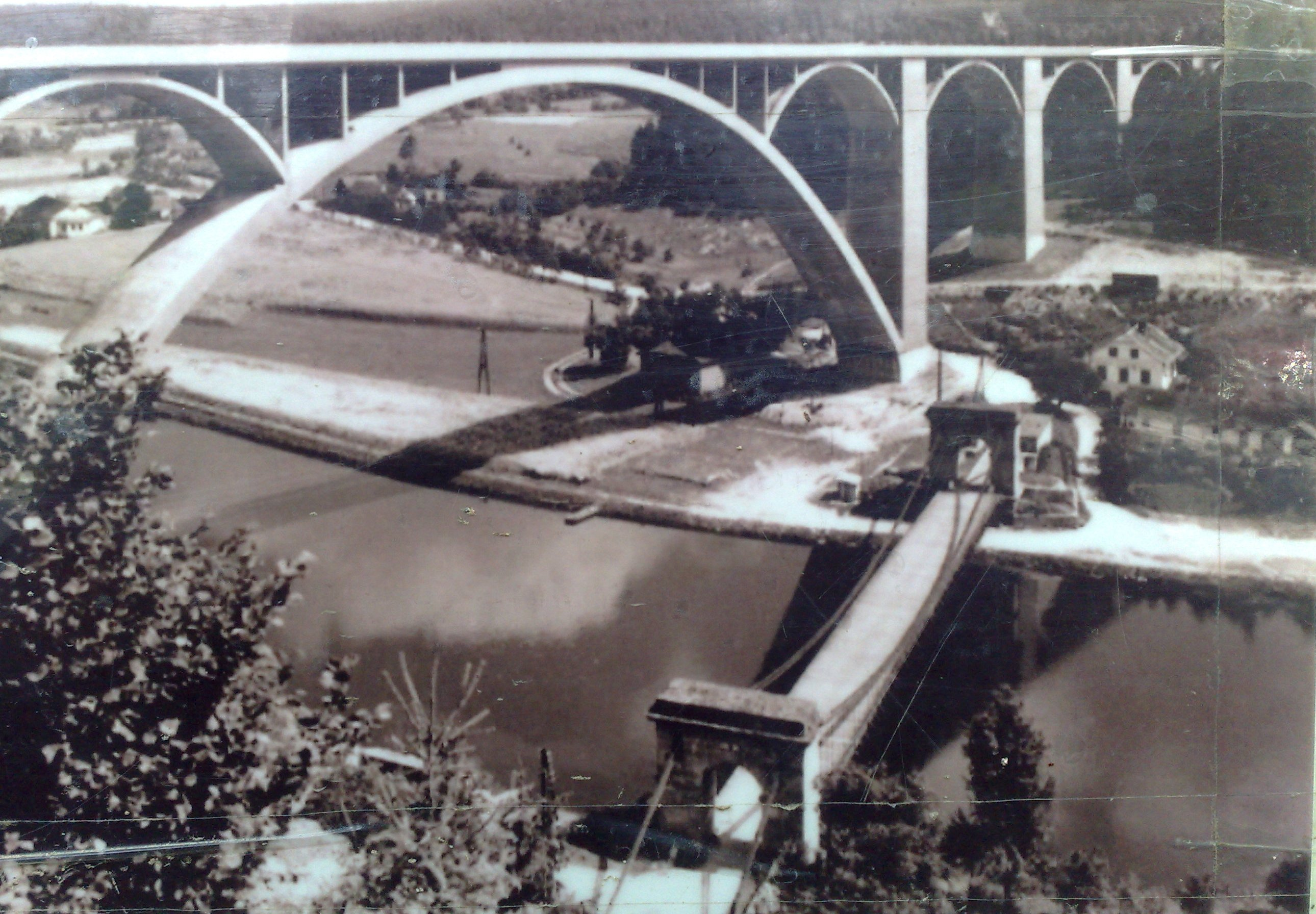
Brücken über die Moldau bis zirka 1960
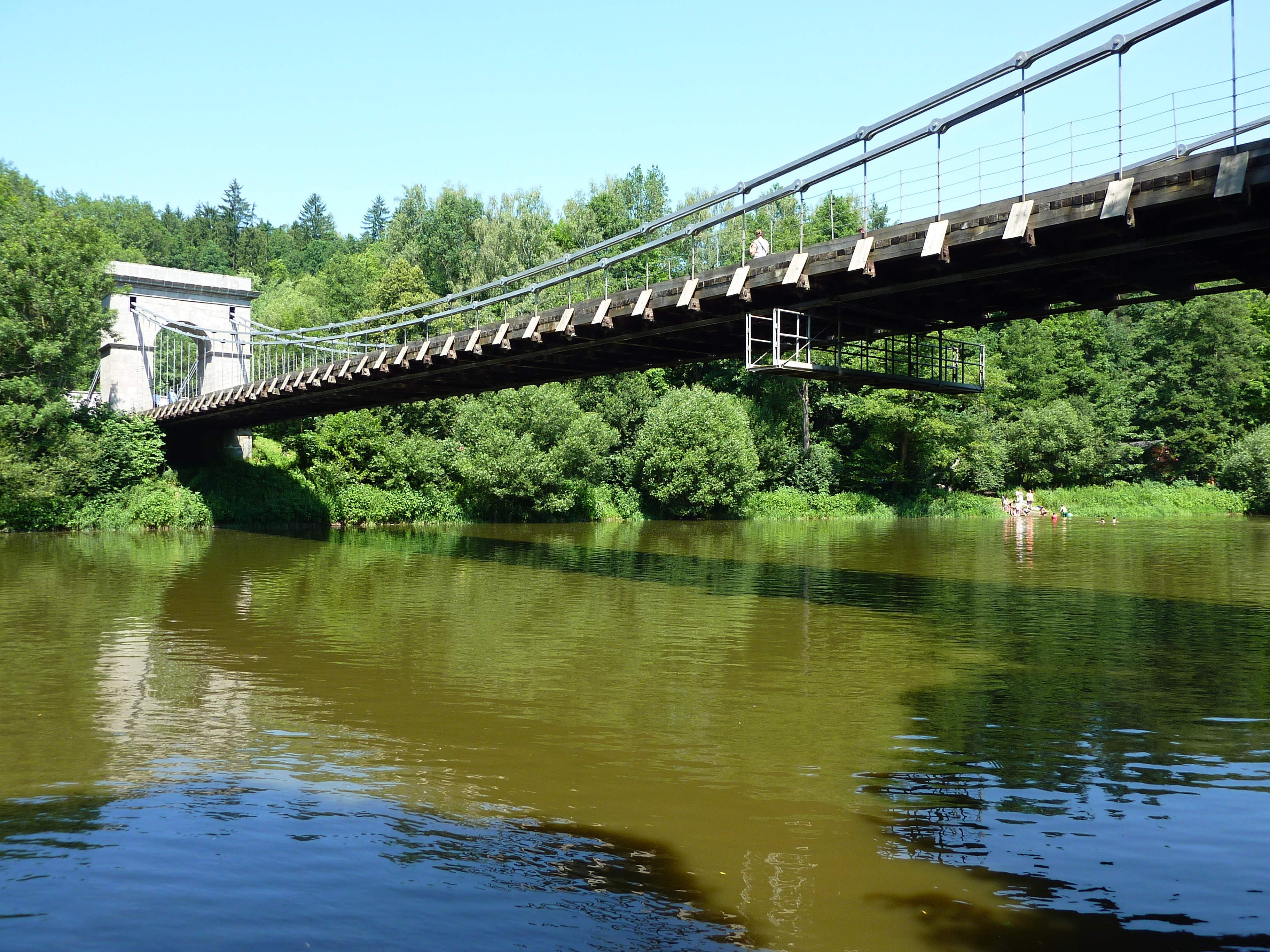
Brücke über die Lainsitz ab 1975
Fahrbahnaufhängung und Schutz vor Treibgut
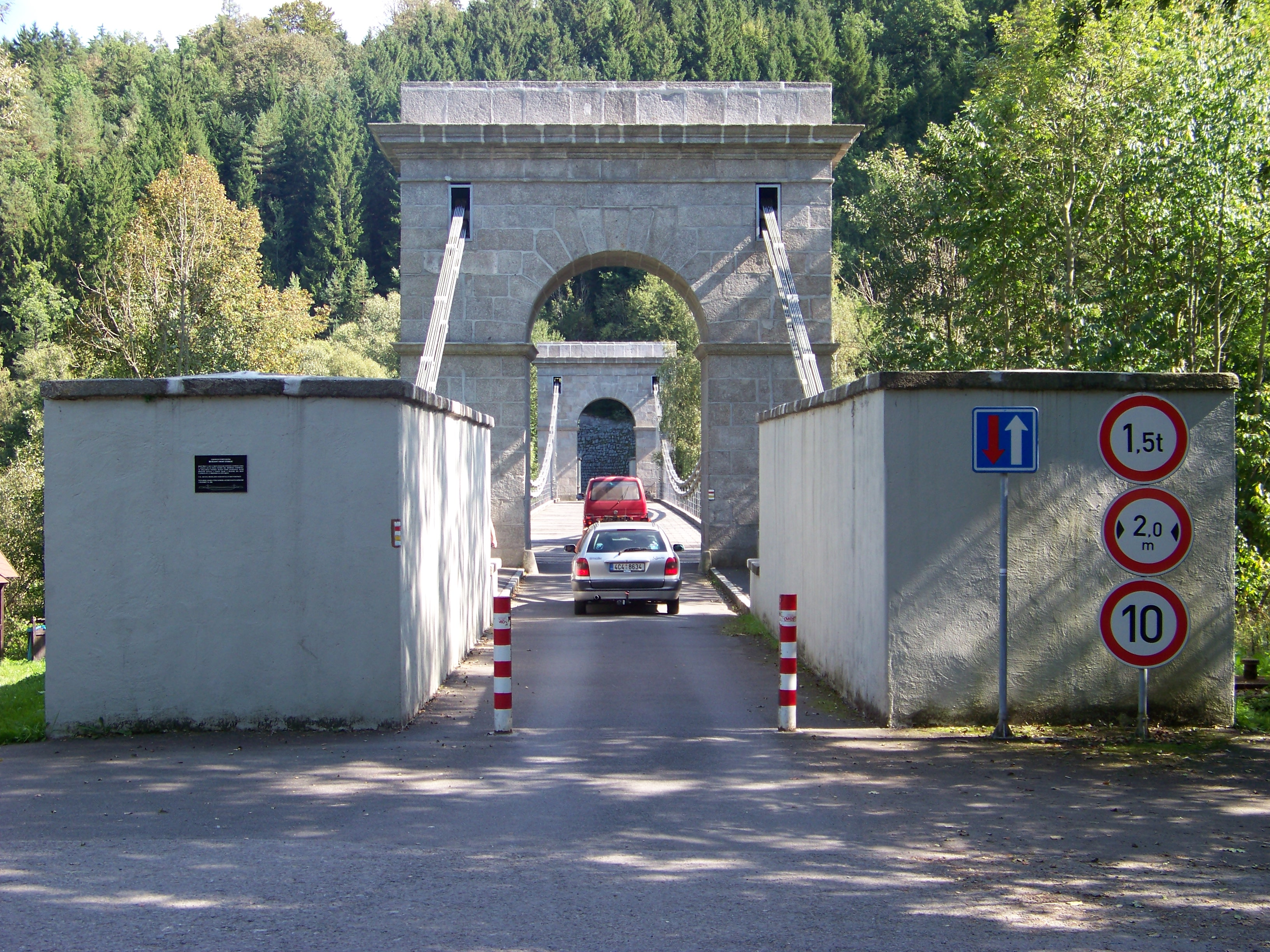
Zufahrt von Stádlec
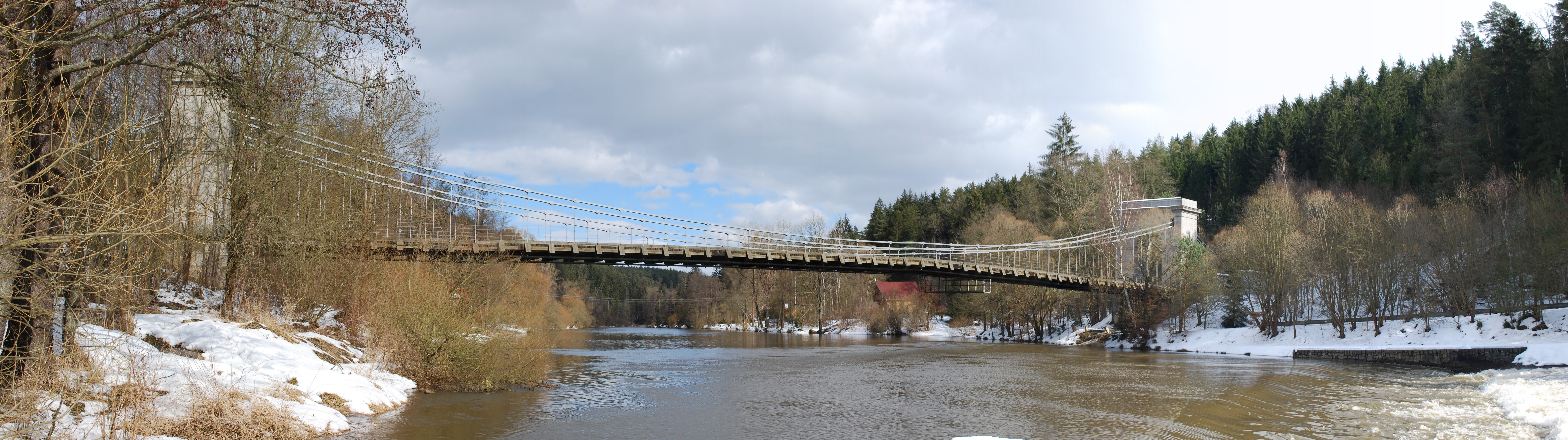
Panoramabild der Kettenbrücke